# 山岳土木
山岳土木（さんがくどぼく）とは、山岳地帯における土木施設整備・土木技術を取り扱う土木事業分野の呼称。山岳地帯に築かれるダムや道路（山岳道路）・鉄道（山岳鉄道）などのトンネル、発電所などが該当。
1級土木施工管理技士資格の試験区分の専門土木に、鋼構造物・コンクリート構造物、河川・都市土木（内容は、鉄道（営業線近接工事、軌道工事等）、地下構造物（シールド工事等）、衛生工学（上下水道、小口径管推進工法、薬液注入工法等）、道路、港湾・海岸、とならんで、「山岳土木」がある。その内容は砂防、ダム、山岳トンネルなどである。